# Tanggu (socken)
Tanggu (kinesiska: 汤古乡, 汤古) är en socken i Kina. Den ligger i provinsen Sichuan, i den sydvästra delen av landet, omkring 300 kilometer sydväst om provinshuvudstaden Chengdu. Antalet invånare är 1 909. Befolkningen består av 953 kvinnor och 956 män. Barn under 15 år utgör 25,0 %, vuxna 15-64 år 68 %, och äldre över 65 år 5,0 %.
Genomsnittlig årsnederbörd är 1 187 millimeter. Den regnigaste månaden är juni, med i genomsnitt 283 mm nederbörd, och den torraste är december, med 6 mm nederbörd.